# Søren Ulrichs
Søren Ulrichs Olsen (født 9. juli 1963 i Odense) er en dansk skuespiller og tegnefilmsdubber. Han har gennem sin karriere medvirket i adskillige teaterstykker og dubbet reklamer og tegnefilm. Han har bl.a. lagt stemme til Eddy i Cartoon Network tegnefilmserien Ed, Edd og Eddy, Patrick Søstjerne i Svampebob Firkant og Kong Julien i Madagascar-filmene og tv-serien. En anden karakter som han er blevet kendt på er stemmen som Hr. Vimse i Disneyserien Brandy og Hr. Vimse.

## Tegnefilmsfigurer
- Eddy i Ed, Edd og Eddy
- Patrick Søstjerne i Svampebob Firkant
- Heffer Wolfe i Rockos nye liv
- Lord Kluklatter Den Tossede Gris i Barbaren Dave
- Apu Nahasapeemapetilon og Montgomery Burns i The Simpsons Movie
- Hr. Vimse i Brandy og Hr. Vimse
- Nr. 2 i Kodenavn: Naboens børn
- Bloo i Fosters hjem for fantasivenner
- Lazlo i Camp Lazlo
- Wayne Krampe i Krampetvillingerne
- Ian Hawk i Alvin og de frække jordegern & Alvin og de frække jordegern 2 & Alvin og de frække jordegern 3
- Yesman og Dr. Igor – Kappa Mikey
- Kong Julien i Madagascar, Madagascar 2 og Madagascar 3
- Needleman og Smitty i Monsters, Inc.
- Nuka i Løvernes Konge 2: Simbas stolthed
- Hip og Hop i Græsrødderne
- Gurgi i Taran og den magiske gryde
- Kommandør Abevirkelig i Hero 108
- Klumpe Alexander Dumpe i Den Bestøvlede Kat
- Kaliko, Div. Roller i Hund og Kat Imellem
- Richard Watterson i Gumballs Fantastiske Verden